# Мусаев, Мамед Муса оглы
Мамед Муса оглы Мусаев (азерб. Məmid Musa oğlu Musayev, 10 мая 1897, Качагани, Борчалинский уезд — 27 сентября 1973, Качагани, Марнеульский муниципалитет) — комиссар по борьбе с бандитизмом и экономической диверсией в Борчалинском районе. Революционер, принимавший участие в установлении советской власти в Грузии, в 1921-1922 годах комиссар Ревкома Грузинской ССР по Борчалинскому району. Близкий соратник Газанфара Мусабекова, сопредседателя Президиума ЦИК СССР. Жертва политических репрессий 30-х.

## Биография
Родился 10 октября 1897 года в семье помещика Мусы Гюльмамедли, представителя кыпчакского рода в Борчалах, в селе Качагани Борчалинского уезда Тифлисской губернии Российской империи, где провёл своё детство. Там же сперва учился в действовавшей духовной школе.
Ранняя юность пришлась на период начала Первой мировой войны и Октябрьской революции. Добровольно присоединился к Социал-демократической мусульманской организации «Гуммет» и стал выполнять функцию фактического тайного представителя этой организации в Борчалинском районе.
В 1921 году стал членом Российской коммунистической партии (большевиков) в Тбилиси. Он же вёл революционную работу в Борчалах, принимая участие в секретных заседаниях Кавказского бюро РКП(б). Спустя год был приглашен на работу в Чрезвычайную комиссию Грузинской ССР по борьбе с бандитизмом в регионе.
В 1921-1937 годах проживал в Тифлисе, но постоянным местом его жительства было его родное село.
В 1925 году прошел курс военно-политической подготовки при Главном политическом управлении НКВД Грузинской ССР. В 1928 году окончил курс «Строительства коммунизма», организованный ЦК Коммунистической партии Грузии.
В 1931 году был избран кандидатом в члены ЦК Коммунистической партии Грузии. В 1931-1932 годах работал председателем Качаганского коммунального хозяйства «Социализм».
В 1934 году Мамид Мусаев, направленный ЦК РКП(б) Грузии на учебу в Закавказскую сельскохозяйственную академию, был назначен председателем исполкома курдского сельсовета Борчалинского района и работал в этой должность до 1937 года.
В 1932 году, выслушав на республиканском заседании ЦК РКП(б) Грузии доклад Мамеда Мусаева о борьбе с бандитизмом, первый секретарь Краевого комитета Закавказской РКП(б) Лаврентий Берия, открыл маузер и передал его Мамеду Мусаеву.
В 1936 году окончил Закавказскую сельскохозяйственную академию.
В 1937 году был арестован и сослан в Свердловскую область РСФСР в связи с уголовным делом против Газанфара Мусабекова, председателя Президиума СССР. 
В начале Великой Отечественной Войны неоднократно писал в Министерство обороны СССР с просьбой отправить его на фронт как бывшего сотрудника органов контрразведки. Но его просьба была проигнорирована.
Отбывал наказание в Свердловской области до 1947 года, после вернулся в родное село Качагани в 1947 году, прожил здесь до конца своей жизни. 
В 1956 году Военная коллегия Верховного суда СССР рассмотрела уголовное дело Мамеда Мусаева и оправдала его на том основании, что обвинение не доказано, не имеется фактов и наказание назначено по политическому заказу. В 1957 году Мамед Мусаев был восстановлен в рядах КПСС.
Скончался 27 сентября 1973 года и был похоронен на кладбище села Качагани на следующий день.

## Семья
Был женат дважды. Имел шестерых детей от обоих браков.